# Битовая карта
Би́товая ка́рта (англ. bitmap, bitset, bit array) — набор последовательно записанных двоичных разрядов, то есть последовательность (массив) битов.

## Применение

### В цифровых изображениях
Битовая карта в цифровых изображениях — матрица, хранящая значения элементов изображения (пикселов). При отображении информации на экране дисплея (мониторе) одному элементу изображения (пикселу) может соответствовать один или более битов памяти. При этом обеспечивается высокая гибкость в отображении текстовой и графической информации.
В монохромных мониторах (или монохромных режимах работы цветных мониторов) число битов, соответствующих каждому элементу изображения, определяет количество уровней серого. Если 1 пикселу соответствует 1 бит, изображение будет однобитным бинарным, т. е. строго «чёрно-белым», состоящим из элементов изображения всего двух возможных цветов. Если 1 пикселу соответствует 8 бит (1 байт), то изображение будет полутоновым, имеющим 256 оттенков уровня серого.
При этом бинарное изображение может в реальности быть «чёрно-оранжевым», а полутоновое отображать различные по яркости уровни зелёного (всё зависит от реального цвета свечения монитора). На практике же всё равно используются термины «чёрно-белое» и «уровни серого».
Цветное индексированное изображение с палитрой в 16 цветов потребует хранения в битовой карте 4 бит на каждый пиксел.

### В файловых системах
Битовая карта — служебная структура в сложных файловых системах, хранящая информацию о наличии и расположении свободного места. Каждому кластеру в файловой системе соответствует один бит. Если сектор занят, то значение соответствующего бита устанавливается в 1, если свободен — в 0.
Подобная организация позволяет операционной системе быстро искать свободное место и определять его количество, не обращаясь к каталогам файловой системы.
Использование битовой карты является отличительной особенностью сложных файловых систем (HPFS, NTFS, UFS и др.). В системе FAT роль карты свободного места выполняет одноимённая структура: таблица размещения файлов (англ. file allocation table), являющаяся массивом, но не битовым.
Также битовая карта применяется для загрузки процессов в оперативную память, структура оперативной памяти при этом схожа с файловой системой.